# Funkcja Wignera
Funkcja Wignera – w mechanice kwantowej funkcja skonstruowana z funkcji falowej dająca informacje na temat rozkładu pędu i położenia stanu kwantowego w przestrzeni fazowej i umożliwiająca bezpośrednie porównanie rozwiązań równania Schrödingera w reprezentacji położeniowej z rozwiązaniami równań Hamiltona w sensie rozkładu statystycznego gęstości prawdopodobieństwa warunków początkowych. W tym sensie wyraża ona ewolucję czasową zbioru trajektorii klasycznych, odpowiadających stanowi kwantowemu i zaburzonych przez mechanikę kwantową, jeśli tylko jest wszędzie dodatnia. Jednak w odróżnieniu od klasycznego rozkładu prawdopodobieństwa warunków początkowych w przestrzeni fazowej istnieją stany, dla których przyjmuje ona ujemne wartości, tzn. nie mają one jasnego odpowiednika w klasycznym rozkładzie warunków początkowych (pojawia się ujemne prawdopodobieństwo).
Konstrukcja funkcji Wignera polega na znalezieniu takiej funkcji {\displaystyle W(\mathbf {r} ,\mathbf {p} ,t),} dla której:
{\displaystyle \int d^{3}p\ W(\mathbf {r} ,\mathbf {p} ,t)=\mid \psi (\mathbf {r} ,t)\mid ^{2}=\rho (\mathbf {r} ,t),}
{\displaystyle \int d^{3}r\ W(\mathbf {r} ,\mathbf {p} ,t)=\mid {\tilde {\psi }}(\mathbf {p} ,t)\mid ^{2}{\frac {1}{h^{3}}}=\rho _{p}(\mathbf {p} ,t).}
Gęstość prawdopodobieństwa znalezienia cząstki w punkcie {\displaystyle \mathbf {r} } równa jest całce z funkcji {\displaystyle W(\mathbf {r} ,\mathbf {p} ,t)}
po zmiennej pędowej, zaś gęstość prawdopodobieństwa znalezienia cząstki o pędzie {\displaystyle \mathbf {p} } równa jest całce z funkcji {\displaystyle W(\mathbf {r} ,\mathbf {p} ,t)} po zmiennej położeniowej.
Wigner zauważył, że związki te spełnia następująca biliniowa forma (definicja funkcji Wignera):
{\displaystyle W(\mathbf {r} ,\mathbf {p} ,t)={\frac {1}{h^{3}}}\int d^{3}\lambda \ \psi ^{*}(\mathbf {r} -{\frac {\boldsymbol {\lambda }}{2}},t)\psi (\mathbf {r} +{\frac {\boldsymbol {\lambda }}{2}},t)e^{-{\frac {i}{h}}\mathbf {p} \cdot {\boldsymbol {\lambda }}}.}
Funkcja Wignera zdefiniowana poprzez funkcje falowe jest użyteczna wyłącznie dla stanów czystych. Aby pozbyć się tego ograniczenia, można zdefiniować funkcję Wignera w sposób ogólniejszy:
{\displaystyle W(\mathbf {r} ,\mathbf {p} ,t)=\int d^{3}u\ e^{-i\mathbf {p} \cdot \mathbf {u} }\langle \mathbf {r} -{\frac {1}{2}}\mathbf {u} |{\hat {\rho }}|\mathbf {r} +{\frac {1}{2}}\mathbf {u} \rangle ,}
gdzie {\displaystyle {\hat {\rho }}} jest macierzą gęstości.
Działanie funkcji Wignera widać najlepiej dla dobrze zlokalizowanych paczek falowych, mających skończony pęd, np. dla cząstki swobodnej w jednym wymiarze przestrzennym ze współrzędną {\displaystyle \mathbf {r} =x}, opisanej funkcją falową {\displaystyle \psi (x)=Ne^{ikx}e^{-{\frac {x^{2}}{2a^{2}}}}.}
Czynnik {\displaystyle 1/2} mnożący {\displaystyle \lambda } pojawiający się w symetrycznym wyrażeniu podobnym do splotu funkcji ma podwójne działanie. Wykrywa duże czynniki fazowe pędu w funkcji falowej oraz skaluje gęstość przestrzenną do jej transformaty Fouriera, tak aby wyprodukować prawidłową nieoznaczoność pędu.
Jeśli gaussowska paczka falowa z fazą zespoloną {\displaystyle ikx}, reprezentującą pęd, zlokalizowana jest np. wokoło punktu {\displaystyle x=0}, wtedy jest parzysta w sensie modułu w {\displaystyle \lambda } tzn. {\displaystyle |\psi (-\lambda /2)|=|\psi (\lambda /2)|}, a znak minus z {\displaystyle \lambda /2} w argumencie funkcji falowej znosi się ze sprzężeniem zespolonym {\displaystyle *}, produkując całkowity czynnik fazowy pędu w {\displaystyle 2\times \lambda /2ik=\lambda ik.} Dla {\displaystyle x=0} funkcja Wignera jest więc transformatą Fouriera czynnika fazowego pędu pomnożonego przez przeskalowaną (poszerzoną) gaussowską gęstość przestrzenną w {\displaystyle \lambda /2} więc jest też funkcją Gaussa z maksimum w okolicy wartości tego pędu. Natomiast dla skończonego {\displaystyle x} cała funkcja pomnożona jest przez gaussowską gęstość przestrzenną w {\displaystyle x} niezależną od {\displaystyle \lambda } co znaczy, że funkcja Wignera w przestrzeni fazowej zlokalizowana jest zarówno wokoło lokalizacji przestrzennej cząstki
jak i lokalizacji w przestrzeni pędu, tzn. wokoło wartości pędu z czynnika fazowego. Natomiast transformata Fouriera gęstości przestrzennej nie jest kwadratem transformaty Fouriera modułu gaussowskiej funkcji falowej, dającej rozkład pędu, i przed transformatą potrzebne jest jej przeskalowanie.
Dla gaussowskiej funkcji falowej cząstki swobodnej o pędzie {\displaystyle k} {\displaystyle (\hbar =1)}:
{\displaystyle \psi (x)=Ne^{ikx}e^{-{\frac {x^{2}}{2a^{2}}}}.}
Funkcja Wignera dana jest po prostu przez:
{\displaystyle W(x,p)=2N(\pi a)^{1/2}e^{-{\frac {x^{2}}{a^{2}}}}e^{-{a^{2}}(p-k)^{2}},}
czyli jest iloczynem funkcji Gaussa pędu i funkcji Gaussa położenia o rozmyciach odpowiednio {\displaystyle a^{2}} i {\displaystyle 1/{a^{2}}} – jednym będącym odwrotnością drugiego (zasada nieoznaczoności Heisenberga).